# 1991-es Formula–1 magyar nagydíj
A magyar nagydíj volt az 1991-es Formula–1 világbajnokság tizedik futama, amelyet 1991. augusztus 11-én rendeztek meg a Hungaroringen.

## Futam
Senna indult a pole-ból, Patrese, Mansell és Prost előtt. Bár Patrese jobban rajtolt, nem tudott az élre állni. Ezután nem történt változás az első négy között, a boxkiállások idején sem. Prost motorja a 28. körben meghibásodott, és kiállni kényszerült. Patrese a célegyenesben elengedte Mansellt, hogy a britnek esélye legyen Senna megelőzésére, ami nem sikerült. A meglehetősen eseménytelen futamot Senna nyerte Mansell, Patrese, Berger, Alesi és Ivan Capelli előtt.
| Helyezés | Rajtszám | Versenyző          | Csapat/Motor       | Futott kör | Idő/Kiesés oka  | Rajthely | Pont |
| -------- | -------- | ------------------ | ------------------ | ---------- | --------------- | -------- | ---- |
| 1        | 1        | Ayrton Senna       | McLaren-Honda      | 77         | 1h49:12,796     | 1        | 10   |
| 2        | 5        | Nigel Mansell      | Williams-Renault   | 77         | + 4,599         | 3        | 6    |
| 3        | 6        | Riccardo Patrese   | Williams-Renault   | 77         | + 15,594        | 2        | 4    |
| 4        | 2        | Gerhard Berger     | McLaren-Honda      | 77         | + 21,856        | 5        | 3    |
| 5        | 28       | Jean Alesi         | Ferrari            | 77         | + 31,389        | 6        | 2    |
| 6        | 16       | Ivan Capelli       | Leyton House-Ilmor | 76         | + 1 kör         | 9        | 1    |
| 7        | 33       | Andrea de Cesaris  | Jordan-Ford        | 76         | + 1 kör         | 17       |      |
| 8        | 19       | Roberto Moreno     | Benetton-Ford      | 76         | + 1 kör         | 15       |      |
| 9        | 32       | Bertrand Gachot    | Jordan-Ford        | 76         | + 1 kör         | 16       |      |
| 10       | 26       | Érik Comas         | Ligier-Lamborghini | 75         | + 2 kör         | 25       |      |
| 11       | 15       | Maurício Gugelmin  | Leyton House-Ilmor | 75         | + 2 kör         | 13       |      |
| 12       | 4        | Stefano Modena     | Tyrrell-Honda      | 75         | + 2 kör         | 8        |      |
| 13       | 24       | Gianni Morbidelli  | Minardi-Ferrari    | 75         | + 2 kör         | 23       |      |
| 14       | 11       | Mika Häkkinen      | Lotus-Judd         | 74         | + 3 kör         | 26       |      |
| 15       | 3        | Nakadzsima Szatoru | Tyrrell-Honda      | 74         | + 3 kör         | 14       |      |
| 16       | 34       | Nicola Larini      | Lambo-Lamborghini  | 74         | + 3 kör         | 24       |      |
| 17       | 25       | Thierry Boutsen    | Ligier-Lamborghini | 71         | Motorhiba       | 19       |      |
| Ki       | 23       | Pierluigi Martini  | Minardi-Ferrari    | 65         | Motorhiba       | 18       |      |
| Ki       | 8        | Mark Blundell      | Brabham-Yamaha     | 62         | Defekt          | 20       |      |
| Ki       | 7        | Martin Brundle     | Brabham-Yamaha     | 59         | Fizikai állapot | 10       |      |
| Ki       | 22       | Jyrki Järvilehto   | Dallara-Judd       | 49         | Motorhiba       | 12       |      |
| Ki       | 20       | Nelson Piquet      | Benetton-Ford      | 38         | Váltóhiba       | 11       |      |
| Ki       | 29       | Eric Bernard       | Lola-Ford          | 38         | Motorhiba       | 21       |      |
| Ki       | 30       | Szuzuki Aguri      | Lola-Ford          | 38         | Motorhiba       | 22       |      |
| Ki       | 21       | Emanuele Pirro     | Dallara-Judd       | 37         | Motorhiba       | 7        |      |
| Ki       | 27       | Alain Prost        | Ferrari            | 28         | Motorhiba       | 4        |      |
| NK       | 14       | Olivier Grouillard | Fondmetal-Ford     |            |                 |          |      |
| NK       | 9        | Michele Alboreto   | Footwork-Ford      |            |                 |          |      |
| NK       | 35       | Eric van de Poele  | Lambo-Lamborghini  |            |                 |          |      |
| NK       | 12       | Michael Bartels    | Lotus-Judd         |            |                 |          |      |
| NeK      | 17       | Gabriele Tarquini  | AGS-Ford           |            |                 |          |      |
| NeK      | 10       | Alex Caffi         | Footwork-Ford      |            |                 |          |      |
| NeK      | 18       | Fabrizio Barbazza  | AGS-Ford           |            |                 |          |      |
| NeK      | 31       | Pedro Chaves       | Coloni-Ford        |            |                 |          |      |

## A világbajnokság állása a verseny után
| H  | Versenyzők       | Pont | H  | Konstruktőrök    | Pont |
| -- | ---------------- | ---- | -- | ---------------- | ---- |
| 1. | Ayrton Senna     | 61   | 1. | McLaren-Honda    | 83   |
| 2. | Nigel Mansell    | 49   | 2. | Williams-Renault | 81   |
| 3. | Riccardo Patrese | 32   | 3. | Ferrari          | 35   |
| 4. | Gerhard Berger   | 22   | 4. | Benetton-Ford    | 23   |
| 5. | Alain Prost      | 21   | 5. | Jordan-Ford      | 13   |

## Statisztikák
Vezető helyen:
- Ayrton Senna 77 (1–77)

Ayrton Senna 31. győzelme, 57. (R) pole-pozíciója, Bertrand Gachot 1. leggyorsabb köre.
- McLaren 91. győzelme.